# 馬借 (北九州市)

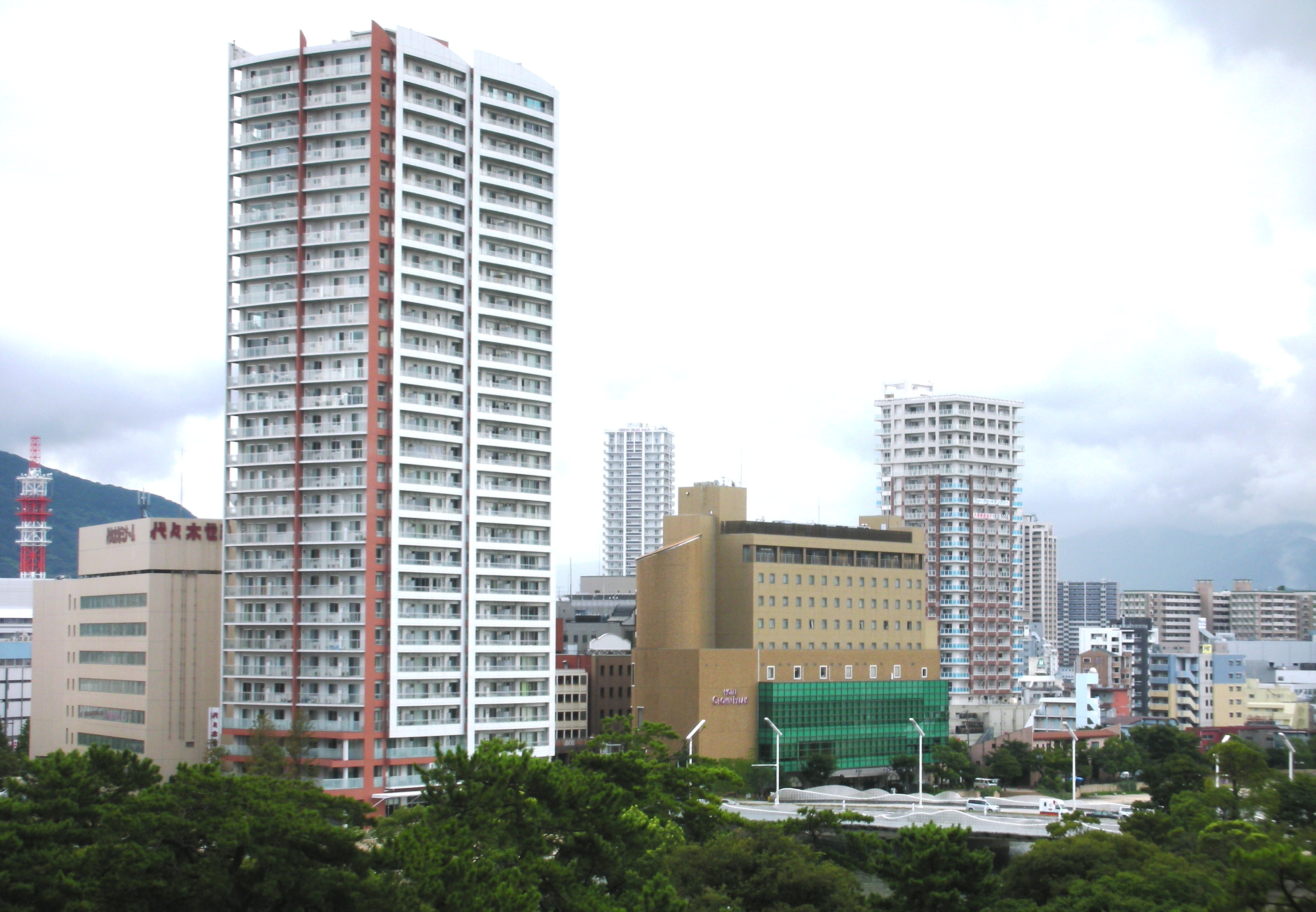
馬借の遠景

馬借（ばしゃく）は、福岡県北九州市小倉北区にある地名。郵便番号は802-0077。

## 概要
北九州市都心部南縁に位置し、商業・医療機能が混在する地区である。北および東は神嶽川（かんたけがわ）、西は紫川に面し、地区の中央をみかげ通り・平和通りが南北に貫く。大型書店（ブックセンタークエスト）や無印良品等の商業施設があり、旦過市場と神嶽川を挟んで隣接している。馬借地区の中央部には北九州市立医療センターや総合保健福祉センター、北九州市立看護専門学校があり、地区南部の平和通り沿いには第一交通産業や日本磁力選鉱等の企業の本社が立地する。
また、近年の都心回帰傾向を反映し、小倉タワー（2007年竣工、28階建、95m）、トーマスタワー（2008年竣工、25階建、81m）、ORIENT TRUST TOWER北九州（2009年竣工、33階建、103m）のタワーマンションがある。

## 歴史

### 地名の由来
小倉城下町の町名に由来し、馬借とは、馬を利用し、荷物を運搬する輸送業者のことである。魚町や鍛冶町、紺屋町なども城下町の町名に由来する。

## 施設
- 第一交通産業 本社
- 日本磁力選鉱 本社

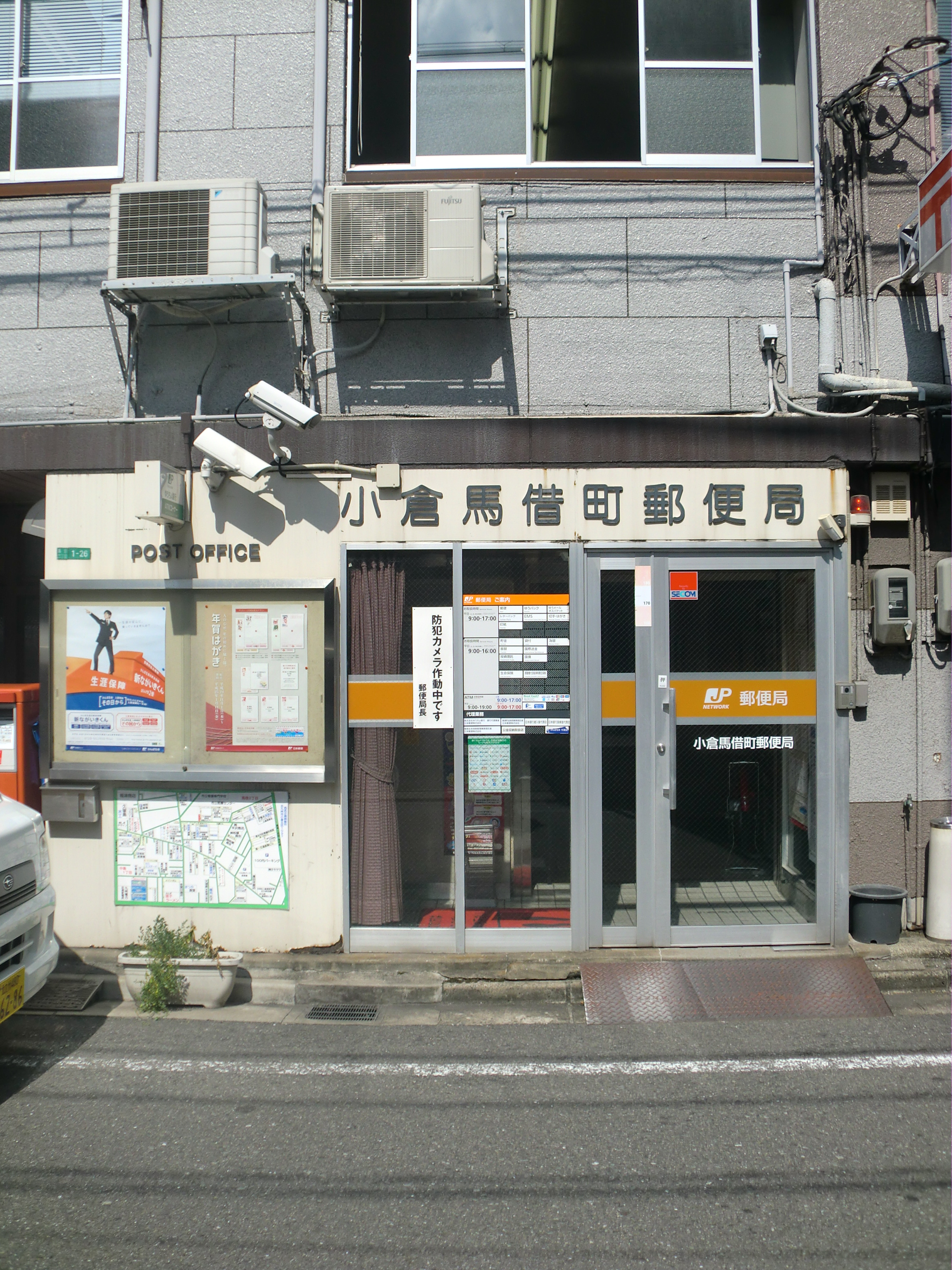
小倉馬借町郵便局

- 有限会社揚子江 本社工場（「揚子江の豚まん」）
- ワールドインテック 本社
- 北九州予備校 本部
- 学校法人国際学園 九州医療スポーツ専門学校（代々木ゼミナール小倉校跡への居抜き移転）
- 北九州市立医療センター（旧小倉市立病院→北九州市立小倉病院）
- ホテルクラウンパレス小倉（旧東京第一ホテル小倉）
- 南日本銀行 小倉支店
- 日本郵便 小倉馬借町郵便局

## 交通
- 北九州モノレール旦過駅